# Kargał-Las
Kargał-Las [pronunciación en polaco: /ˈkarɡau̯ ˈlas/] es un pueblo ubicado en Gmina Wola Krzysztoporska, Condado de Piotrków, Voivodato de Łódź, Polonia.